# Bloque Obrero Campesino
El Bloque Obrero Campesino (rumano: Blocul Muncitoresc-Ţărănesc, BMŢ) era un partido político en Rumanía usado como grupo principal de entonces ilegal Partido Comunista de en rumano: Blocul Muncitoresc-Ţărănesc.

## Historia
En las elecciones de 1926, el BMŢ recibió 1.5% del voto, fallando para ganar un asiento. Las elecciones de 1927 vieron la caída de participación del voto del partido a 1.3%, otra vez fallando para ganar un asiento. A pesar de que en las elecciones de 1928 vieron su aumento de votos a 1.4%,  quedaron sin asientos de nueva cuenta.
En las elecciones de 1931 ganaron cinco asientos en la Cámara de Diputados de Rumanía con 2.5% del voto. Aun así, en 1932 vieron su caída de participación del voto a 0.3%, resultando en la pérdida de los cinco asientos. El partido estuvo prohibido en el periodo posterior a la Huelga de Grivita de 1933 y no disputó otras elecciones. Su función como organización de frente comunista fue después tomada por la Liga Laboral, creado unas cuantas semanas antes de las elecciones de 1933.